# Женская сборная Молдовы по волейболу
Женская национальная сборная Молдовы (Молдавии) по волейболу (рум. Echipa națională de volei feminin a Republicii Moldova) — представляет Молдову на международных соревнованиях по волейболу. Управляющей организацией выступает Федерация волейбола Республики Молдова (рум. Federație de Volei din Republica Moldova — FVRM).

## История
С 1946 года сильнейшая женская команда Молдавской ССР (в разные годы «Динамо», «Медик», «Молдова», «Виброприбор» — все из Кишинёва) — участник чемпионатов СССР, но ввиду низкого уровня волейбола в республике постоянно была в числе аутсайдеров. После разделения в 1966 союзного первенства на два дивизиона «Молдова» (в 1979—1989 — «Виброприбор») стала выступать во втором из них. Лучший результат — 4-е место в 1-й лиге (общее 16-е) в 1988 году. Кроме этого, в волейбольных турнирах Спартакиад народов СССР 8 раз (кроме турнира 1971 года) принимала участие женская сборная Молдавской ССР, но занимала места лишь в середине 2-го десятка.
После получения Молдовой независимости федерация волейбола страны в 1992 году вступила в ФИВБ и ЕКВ.
Дебют женской волейбольной сборной страны в официальных международных соревнованиях прошёл только в 2004 году, когда молдавские волейболистки приняли участие в отборочном турнире чемпионата Европы 2005 (категория «В»). В первом же матче сборная Молдавии на своём поле уверенно переиграла ещё одного дебютанта — сборную Грузии — со счётом 3:0. А вот в последующих 7 матчах квалификации молдаванки уступили всем своим соперницам — командам Словении, Хорватии, Швеции (по два раза) и, напоследок, тем же грузинкам на их площадке.
В дальнейшем сборная Молдовы ещё дважды принимала участие в отборочных турнирах чемпионатов Европы (2007 и 2009), но не смогла одержать в них ни одной победы.
В январе 2009 года молдавские волейболистки впервые стартовали в квалификации чемпионата мира и уверенно разобрались со своими соперницами по отборочной группе 1-го раунда. Групповой турнир прошёл в Таллине и в первом матче команда Молдовы выиграла у сборной Дании 3:0, затем в упорном пятисетовом поединке вырвала победу у хозяек турнира — сборной Эстонии, а в последний день соревнований разгромила волейболисток Грузии. А вот 2-й раунд квалификации оказался для молдаванок последним. Команды Болгарии, Чехии и Румынии оказались явно сильнее сборной Молдовы и лишь в поединке с албанскими волейболистками молдавская команда сумела выиграть хотя бы один сет.
Сборная Молдовы приняла участие и в отборочном турнире следующего чемпионата мира (2014), но ничего не смогла противопоставить своим соперницам по квалификационной группе — командам Украины, Венгрии и Албании, проиграв им всем с одинаковым счётом 0:3
Всего же по состоянию на 2017 год на счету женской сборной Молдовы 30 официальных матчей. Из них выиграно 4 и проиграно 26.

## Результаты выступлений и составы

### Чемпионаты мира
Сборная Молдовы принимала участие в квалификации двух чемпионатов мира.
- 2010 — не квалифицировалась
- 2014 — не квалифицировалась
- 2010 (квалификация): Родица Чубук, Александра Вовчик, Алёна Мартынюк, Мариана Дьяконица, Татьяна Дьяконица, Татьяна Люленова, Наталья Лукошина, Наталья Дудник, Татьяна Лупу, Мирела Фишер, Екатерина Лупу, Ксения Копылова. Тренер — Михаил Копылов.
- 2014 (квалификация): Магдалина Стратулат, Наталья Лукошина, Алёна Мартынюк, Елизавета Суслова, Марина Бахова, Татьяна Лупу, Ария-Фелиция Андриевская, Наталья Орарь, Полина Иджилова, Валерия Аладова, Татьяна Дьяконица, Анастасия Борденюк. Тренер — Михаил Копылов.

### Чемпионаты Европы
Сборная Молдовы принимала участие в квалификации трёх чемпионатов Европы.
- 2005 — не квалифицировалась
- 2007 — не квалифицировалась
- 2009 — не квалифицировалась
- 2005 (квалификация): Мариана Айдын, Родица Чубук, Наталья Чомбурян, Татьяна Ковалёва, Екатерина Ковальчук, Оксана Дробич, Татьяна Грабовецкая, Наталья Лукошина, Екатерина Лупу, Татьяна Люленова, Юлия Мардарь, Ольга Мотузко, Наталья Оларь, Лариса Шелемет.
- 2007 (квалификация): Татьяна Люленова, Наталья Оларь, Татьяна Ковалёва, Екатерина Ковальчук, Мирела Фишер, Наталья Лукошина, Родица Чубук, Лариса Шелемет, Мариана Айдын, Александра Вовчик, Екатерина Лупу.
- 2009 (квалификация): Валерия Аладова, Родица Чубук, Татьяна Ковалёва, Татьяна Дьяконица, Мирела Фишер, Наталья Лукошина, Екатерина Лупу, Татьяна Лупу, Татьяна Люленова, Алёна Мартынюк, Наталья Оларь, Александра Вовчик. Тренер — Михаил Копылов.

## Состав
Сборная Молдовы в отборочном турнире чемпионата мира 2014 (май 2013)
| №  | Имя, фамилия             | Год рождения | Рост | Амплуа      | Клуб               |
| -- | ------------------------ | ------------ | ---- | ----------- | ------------------ |
| 1  | Магдалина Стратулат      | 1992         | 172  | либеро      | АСЕМ Кишинёв       |
| 3  | Наталья Лукошина         | 1985         | 176  | связующая   | УСМ Кишинёв        |
| 4  | Алёна Мартынюк           | 1991         | 186  | нападающая  | «Чанаккале»        |
| 5  | Елизавета Суслова        | 1996         | 184  | центральная | «Сперанца» Кишинёв |
| 7  | Марина Бахова            | 1997         | 178  | нападающая  | «Сперанца» Кишинёв |
| 8  | Татьяна Лупу             | 1988         | 192  | центральная | «Динамо» Бухарест  |
| 9  | Ария-Фелиция Андриевская | 1998         | 188  | центральная | «Сперанца» Кишинёв |
| 10 | Наталья Оларь            | 1986         | 186  | центральная | АСЕМ Кишинёв       |
| 11 | Полина Иджилова          | 1992         | 178  | нападающая  | «РК де Канн» Канны |
| 12 | Валерия Аладова          | 1993         | 185  | нападающая  | УСМ Кишинёв        |
| 13 | Татьяна Дьяконица        | 1990         | 180  | связующая   | АСЕМ Кишинёв       |
| 14 | Анастасия Борденюк       | 1996         | 182  | нападающая  | «Сперанца» Кишинёв |

- Главный тренер — Михаил Копылов.
- Тренер — Юлия Мардарь.